# František Hnátek
František Serafinský Hnátek (7. ledna 1873 Trněný Újezd u Kladna – 16. ledna 1941 Praha) byl český sochař, malíř, umělecký kritik, restaurátor, novinář, prozaik a dramatik.

## Život

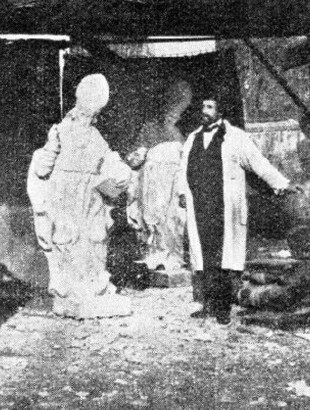
Hnátek při práci

Narodil se v Trněném Újezdě (pozdější součást obce Zákolany) nedaleko Kladna (a byl pokřtěn ten samý den) v rodině kameníka Františka Hnátka a jeho manželky Kateřiny, rozené Kalinové.
První sochařské vzdělání nabyl u sochaře Vedlíka ve Slaném (mj. autor sochy sv. Václava ve Vraném), pak studoval na Uměleckoprůmyslové škole v Praze u prof. Wurzla a Suchardy a poté v Brně. Pobýval v Paříži, Mnichově, Drážďanech a Vídni. Po návratu do Čech pracoval mimo jiné na obnově průčelí Kamenného domu v Kutné Hoře. K oslavám milénia budečské rotundy měl vytvořit sochu sv. Václava (nerealizováno). Vytvořil také velký basreliéf horníků pro chystaný pomník pro uhelný revír kladensko-slánský (nerealizováno).
Některé známé sochařské práce:
- kašna s delfíny, nároží chrámu sv. Mikuláše na Staroměstském náměstí v Praze[2]
- náhrobek Jana B. Lambla na Olšanských hřbitovech v Praze[3]

## Publikace
Napsal řadu drobných prací jak beletristických, tak umělecko-kritických. Psal pod pseudonymy Pavel z Budče, Hnátek-Zákolanský, Ivan, Zakolanský:
- Hrstka veršů
- Tři příhody. Mělník 1919
- Naše moderní stavitelství a protest anglických architektů proti stavbě Moderní galerie v Praze na Kampě. Trněný Újezd 1929
- Hradčanská kathedrála. Trněný Újezd 1929
- Pražský hrad. Trněný Újezd 1929
- Delegace venkovanů k Umělecké radě v Praze 1928. Trněný Újezd, b. d.
- Veršem i prosou. Trněný Újezd 1929
- Slovanstvo v anarchismu. b. m. 1930
- Výtvarní potomci národního malíře Josefa Mánesa. Trněný Újezd 1930
- Komu a proč stavíme pomníky. b. m.
- Naše stavební památky (historie měst a vesnic). Trněný Újezd b. d.
- Episody. b. m.
- Padanky výtvarného umění. Trněný Újezd 1931 (Ř. III/11)
- Jaký máme stavební program pro Velkou Prahu. Trněný Újezd 1932
- Kritika žen. Praha 1934 (Ř. I/1)
- „Úspěchy“ výtvarnických radů. Praha 1934 (Ř. I/2)
- Kytarismus čili „Nový vítr“ v malířství spolku Mánes. Praha 1934 (Ř. II/3)
- Umění a zbraně. Praha 1934 (Ř. I/4)
- Kristian (Romanetto z doby probuzenské). Praha 1935
- Zrada na pražském hradě. Praha 1935 (Ř. I/5)
- Na litoměřickém hřbitově. Praha 1936 (Ř. II/1)
- Vysoký pán. Praha 1936 (Ř. II/2–3, 4–5)
- Brozany nad Ohří. Praha 1938 (Ř. III/3)
- Kutná Hora. Paměti o naší stavební historii. Praha 1938

## Galerie

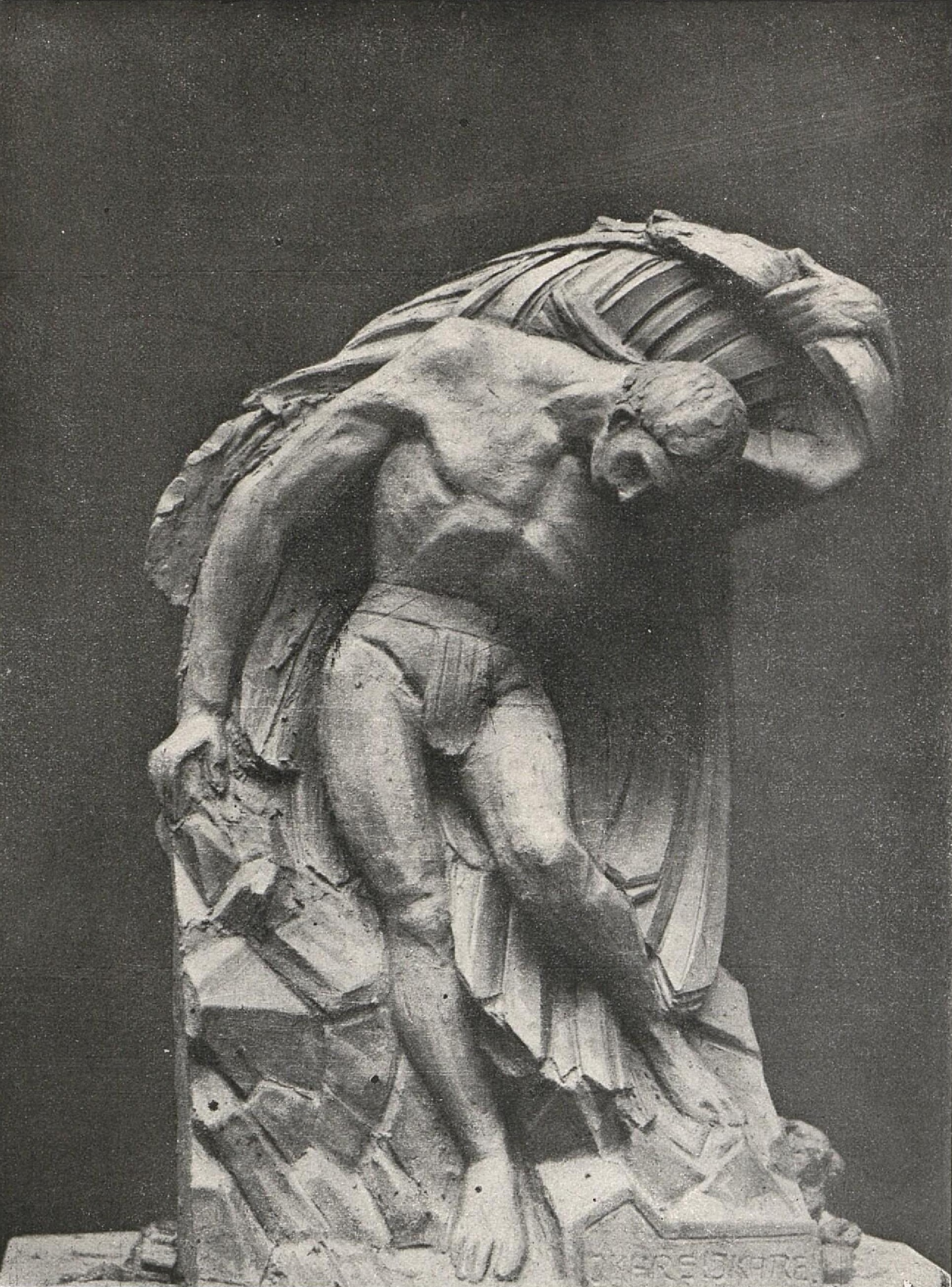
Ikaros
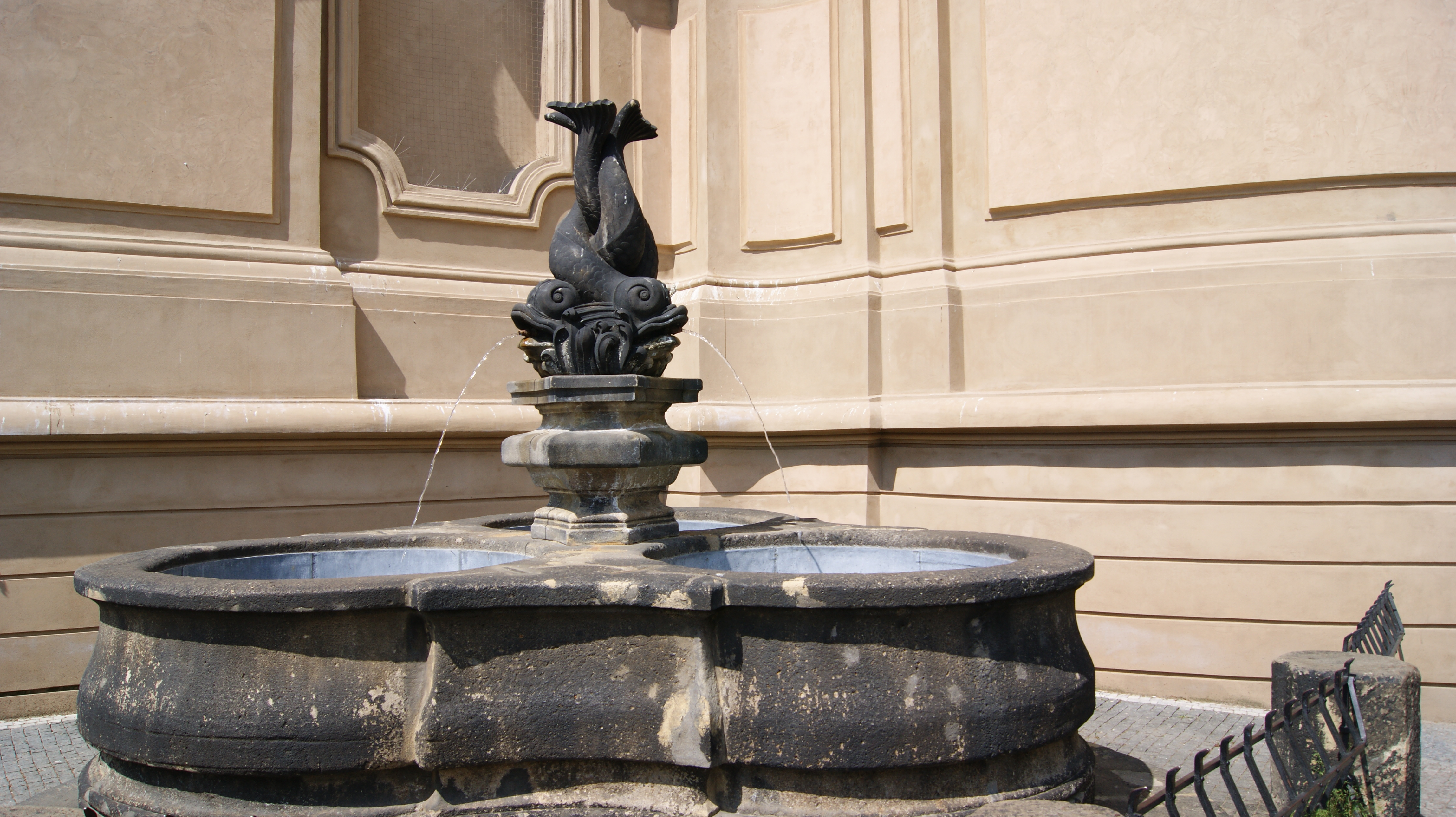
Delfíni, Staroměstské náměstí, kašna u kostela svatého Mikuláše
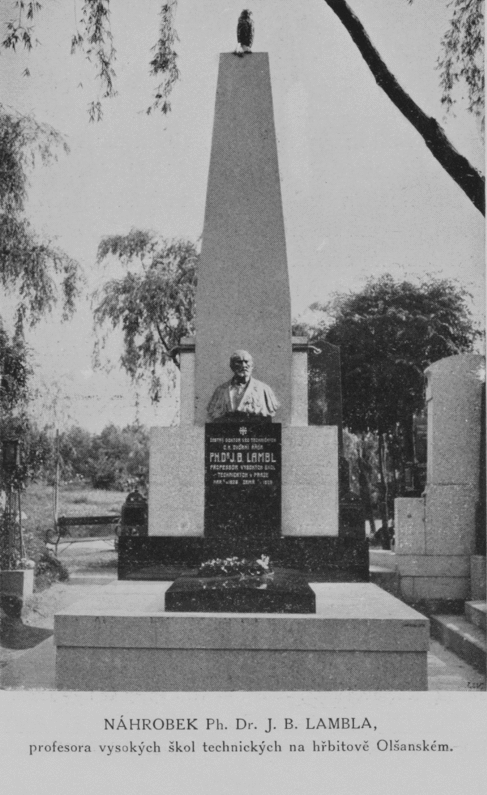
Náhrobek Jana B. Lambla (snímek z roku 1910)